# Oberster Rat für Islamische Angelegenheiten (Tschad)
Der Oberste Rat für Islamische Angelegenheiten (High Council for Islamic Affairs; Abk. HCIA) im Tschad ist eine unabhängige Nichtregierungsorganisation zu deren Aufgaben die Beaufsichtigung der religiösen Aktivitäten aller Muslime im Tschad zählt.
Ihr Präsident ist Scheich Hussein Hasan Abakar, ein Mitglied der Tidschani-Sufiordens. Diese Aufsicht umfasst die arabische Sprache und koranische Unterweisung, die Koordination der Haddsch-Aktivitäten, die Repräsentation des Tschad auf internationalen religiösen Veranstaltungen und die Überwachung der Moschee-Predigten sowie die Missionierung durch muslimische Gruppen.

„Die Regierung übt durch den Hohen Rat für Islamische Angelegenheiten eine indirekte Kontrolle über die Aktivitäten islamischer Gruppen aus. Im Einvernehmen mit dem Präsidenten der Republik ernennt dieser Rat den Großen Imam, den geistlichen muslimischen Leader.“